# Karl-Hermann Leukert
Karl-Hermann Leukert (* 20. Januar 1955 in Lübeck) ist ein deutscher Journalist und Unternehmer.

## Leben
Nach dem Schulbesuch auf dem Johanneum zu Lübeck erlangte Leukert sein Diplom der Politologie am Otto-Suhr-Institut der Freien Universität Berlin. Bei tip Berlin war er von 1995 bis 2006 Chefredakteur, wo er unter dem Pseudonym „Karl Hermann“ unter anderem 1999 die regelmäßig zum Jahresanfang erscheinende Liste „Die 100 peinlichsten Berliner“ einführte. Zwischen 2001 und 2018 war er Vorstand bei dem juristischen Fachverlag Formblitz AG.
Davor war er zwischen 1990 und 1995 Redaktions- und Verlagsleiter bei Prinz, langjähriger Freier Mitarbeiter bei der Wochenzeitung Die Zeit, wo er unter anderem über die Sekte Scientology schrieb, und Dokumentarfilmer. So realisierte er zusammen mit Wolfgang Brenner den ersten Teil der ARD-Serie Heimatfront (nominiert für den 36. Grimme-Preis) und erstellte zusammen mit Günter Klaucke den 90-minütigen Kino-Dokumentarfilm Der Fall Cap Arcona über den Untergang der Häftlingsflotte in der Neustädter Bucht am 3. Mai 1945, der von der Filmförderung Hamburg Schleswig-Holstein gefördert und auf den 37. Nordischen Filmtagen Lübeck uraufgeführt wurde.
Karl-Hermann Leukert ist Mitglied des Autoren-Blogs Salonkolumnisten. Seit 2018 leitet er einen überbetrieblichen Dienst für Arbeitsmedizin.

## Filmografie
- 1995: Der Fall Cap Arcona (Kinofilm, 90 Minuten)
- 1998: Der Mut des Fliegers (TV)
- 1999: Heimatfront (TV-Serie, Folge 1)